# Coopérative de Belgrade
La coopérative de Belgrade (en serbe cyrillique : Београдска задруга ; en serbe latin : Beogradska zadruga) est une œuvre architecturale située à Belgrade, la capitale de la Serbie, dans la municipalité urbaine de Savski venac. Le bâtiment, construit entre 1905 et 1907, est inscrit sur la liste des monuments culturels de grande importance de la république de Serbie (identifiant no SK 86) et sur la liste des biens culturels de la ville de Belgrade.

## Présentation

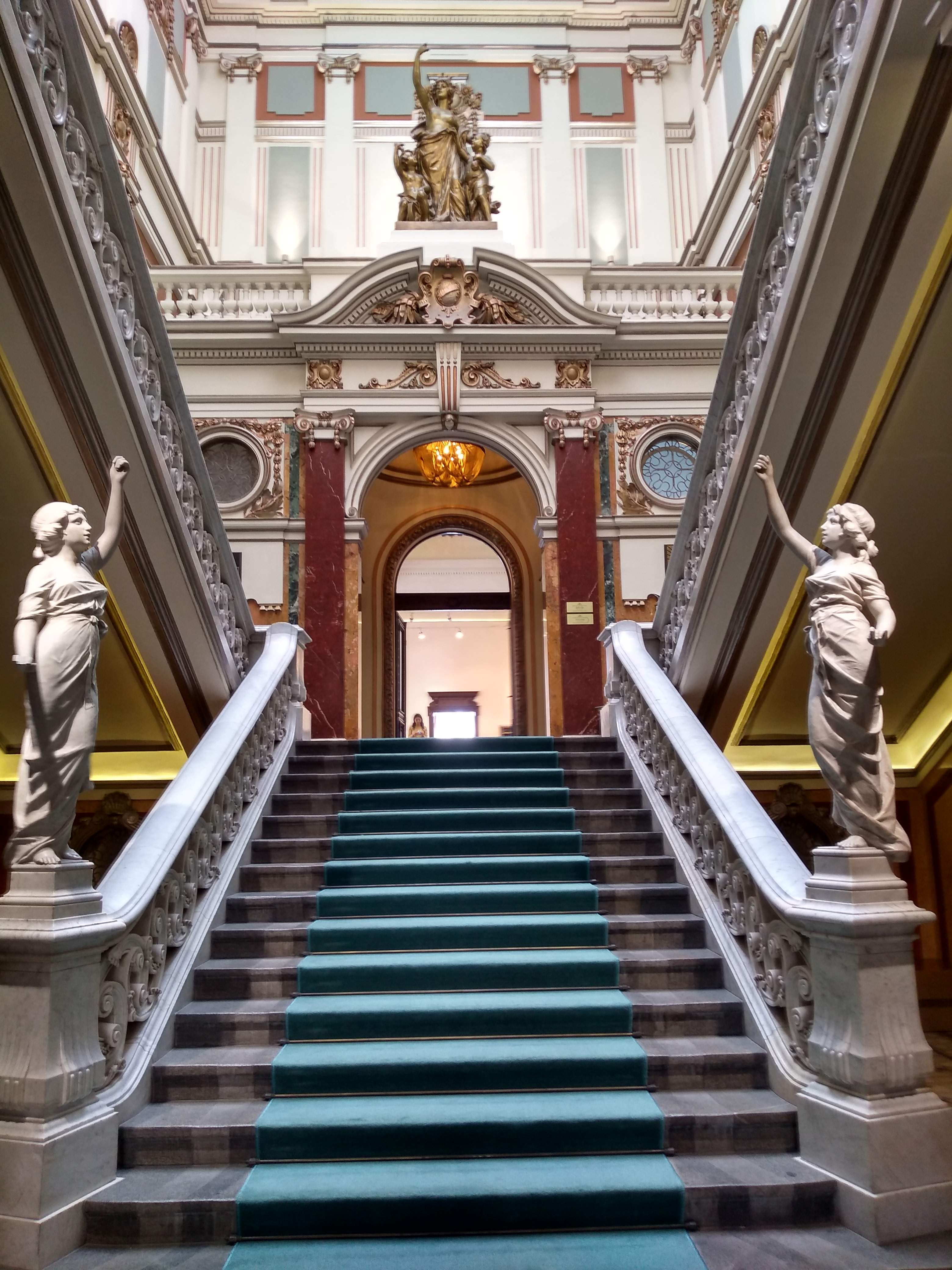
Détail du grand escalier

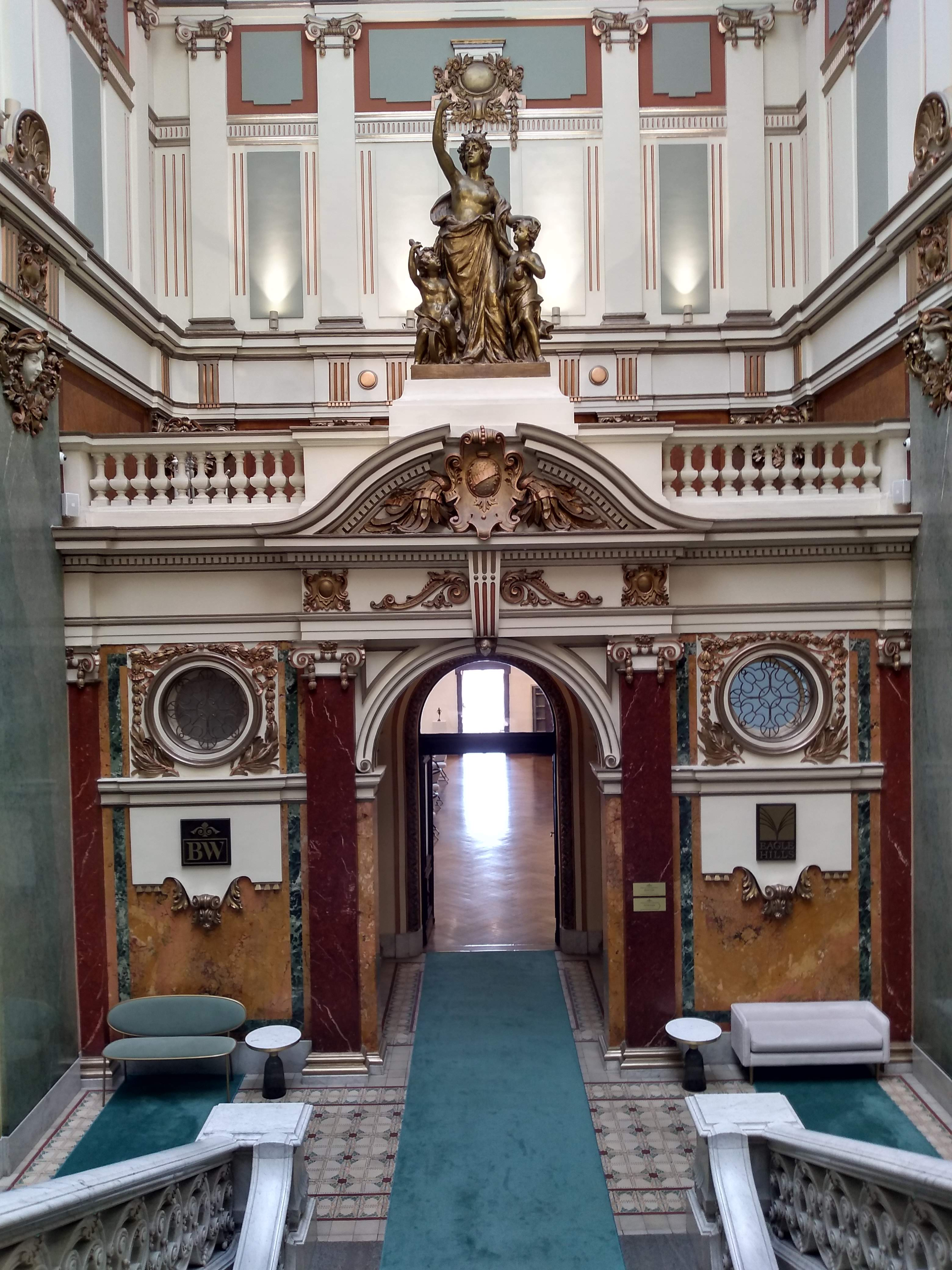
Vue vers l'entrée depuis la galerie à l'étage

La coopérative se trouve au no 48 de la rue Karađorđeva. Elle a été construite entre 1905 et 1907 selon les plans des architectes Andra Stevanović et Nikola Nestorović pour l'investisseur Luka Ćelović, de façon à y accueillir les opérations de banque et d'assurances de la Coopérative de Belgrade (Beogradska zadruga). Il a été conçu comme un bâtiment d'angle monumental de style académique. L'ensemble est constitué de trois façades qui correspondent aux diverses fonctions de la banque : les ailes sont réservées aux tâches administratives, tandis que la façade principale, plus représentative, ouvre sur l'espace réservé aux clients.
À cet ensemble académique se mêlent des éléments néobaroques, avec une décoration particulièrement riche des façades et des salles de réception à l'intérieur. La structure d'ensemble est en béton armé, employé pour la première fois à Belgrade ; le béton est recouvert de pierre artificielle. La décoration des façades est due au sculpteur Franja Valdman. L'intérieur de l'édifice est l'un des plus beaux de la capitale serbe. avec un escalier monumental en marbre, des sculptures achetées en Allemagne, ainsi qu'une riche décoration en stuc recouvrant les murs et les plafonds également due à Valdman. Certains bureaux ou salles de réception ont été peints par Andrea Domenico et Bora Kovačević.
La coopérative de Belgrade est un exemple de l'architecture serbe moderne et constitue l'une des œuvres les plus importantes des architectes Stevanović et Nestorović.

## Histoire
La construction d’un nouveau bâtiment de la coopérative de Belgrade tombe dans la période qui suit des changements à la tête de la Serbie : après l’assassinat d’Aleksandar Obrenovic (1903), la dynastie Karadjordjevic est arrivée au pouvoir, ce qui a amené un changement du système de gouvernance. Le régime autocratique a été remplacé par le régime bourgeois libéral de Pierre Ier et avec les libertés civiles a commencé la reprise économique générale.
La coopérative de Belgrade pour l’aide et l’épargne mutuelle est fondée en 1882 à l’initiative d’un groupe de commerçants serbes, afin de financer les activités économiques. Elle représente à cette époque une forme plus moderne de crédit et au sein de l’économie capitaliste, une façon plus développée de relancer les trafics de marchandises et les marchés. À partir de 1897 avec la fondation du Département des assurances, la coopérative, en plus de l’activité bancaire, se développe en tant que compagnie d’assurance. Elle a fonctionné ainsi jusqu'en 1944, représentant ainsi l'une des institutions les plus importantes en son genre.
Parmi les présidents de la Coopérative de Belgrade se distinguent d’importantes personnalités de la vie économique et financière de la Serbie : son organisateur et principal animateur de la plupart des tâches, Luka Ćelović, fut l'un des fondateurs et mécènes de l’université de Belgrade ; Kosta Tausanovic et Lazar Pacu, les dirigeants des finances de la Serbie de leur temps ; des personnalités publiques, d’éminents politiciens et personnalités de l’État, ainsi que d’autres hommes d’affaires bien connus de Belgrade, George Weifert et Dimitrij Cirkovic, entre autres.
Lors de la réunion régulière des actionnaires de la coopérative en 1897, il est décidé de construire un nouveau bâtiment et de racheter les biens des frères Krsmanovic, des frères Godjevac, de la municipalité de Belgrade, de Vujo Rankovic et de Luka Ćelović aux alentours du Petit marché d’autrefois sur la Sava. La construction commence au printemps 1905 et s'achève en 1907.

## L'immeuble
Le bâtiment a été construit selon le projet des plus grands architectes de Belgrade de l'époque, les professeurs d’université Andra Stevanović et Nikola Nestorović. La construction reposant en grande partie sur l’ancien remblai et du fait des eaux souterraines liées à la proximité de la Sava, la fondation de nombreux murs, pour la première fois à Belgrade, a été réalisée en béton armé, mais avec du fer qui était utilisé pour des pinces car on ne trouvait pas de fer rond à Belgrade à l'époque. Les entrepreneurs étaient les frères Stok. Tous les matériaux taillés en pierre ont été faits par la société « Industrie du granit de Ripanj ». Les décorations sur les façades et l’intérieur ont été réalisées par Franja Valdman, artiste en bâtiment ; les travaux artistiques décoratifs de l’entrée principale ont été faits par Bora Kovačević et Andrej Domeniko, et les peintures sur verre par R. Markovic.

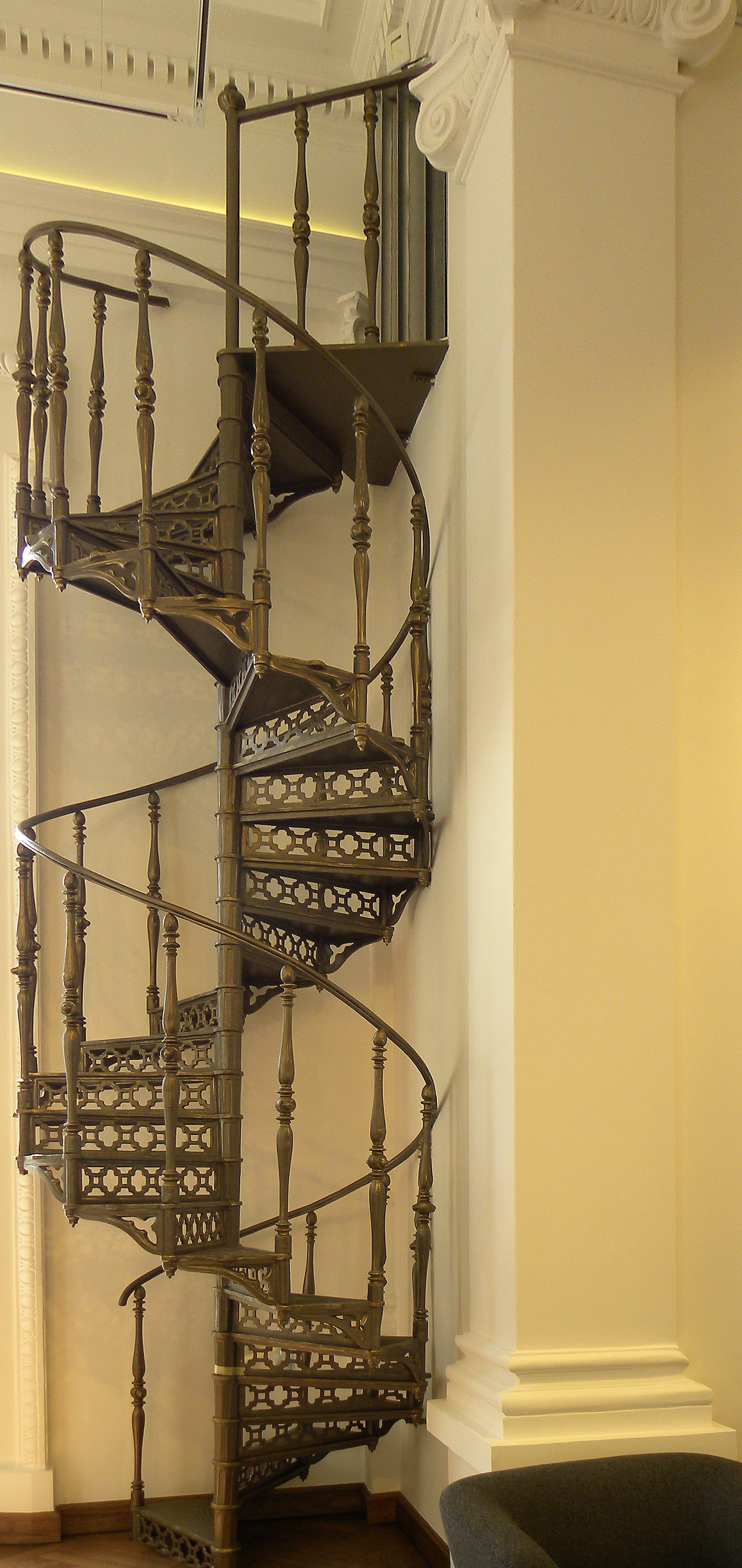
Vue d'un escalier intérieur

La coopérative de Belgrade a emménagé dans le bâtiment immédiatement après l’achèvement des travaux en 1907 et y a résidé jusqu’à sa fermeture. Plus tard, le bâtiment a été occupé par l’Institut de géophysique géologique « Jovan Zujovic ».
Le statut social de la Coopérative de Belgrade a déterminé la représentativité et la monumentalité comme seul concept architectural possible. Le bâtiment, formé académiquement, a trouvé ses modèles à la fois dans l’architecture éclectique académique et dans l’architecture de sécession. Sur la parcelle irrégulière donnée a été réalisée une composition tripartite dans le plan et l’espace, qui exprime simplement et directement le programme architectural de base. La partie centrale prononcée et érodée avec la façade principale vers la rue Karadjordjeva est plus représentative, et c'est là que sont situées les pièces communes, tandis que les ailes vers les rues Travnicka et Hercegovacka avec les ateliers sont traitées d’un rythme uniforme paisible[Quoi ?]. Les ailes du bâtiment sont en élévation et composées différemment. L’aile du milieu a à l’avant, vers la rue, deux étages – la partie d’entrée et une salle de banquet, et au milieu un vestibule qui s’étend sur les deux étages et le guichet à un étage à l’arrière, tandis que les deux ailes latérales ont un rez-de-chaussée et deux étages. Au rez-de-chaussée des ailes latérales se trouvaient autrefois des magasins, et sur les étages des bureaux administratifs et de gestion de la Coopérative de Belgrade ; dans une aile le département bancaire et dans l’autre celui des assurances.
Le bâtiment a été construit en utilisant différentes techniques. Les caves, qui se prolongent sous l’ensemble de l’édifice, sont faites en béton armé, avec des voûtes prussiennes. Une grande partie du bâtiment a été construite avec la procédure standard, de la brique avec du mortier de chaux et seulement en partie en béton armé. Les architraves dans les ailes latérales ont été pontées et aussi l’architrave et la voûte dans l’aile du milieu. La construction des lanternes au-dessus des escaliers centraux est résolue en forme de grille métallique triangulaire. Les toits sont avec des murets, en petite pente et avec des coupoles. Les façades extérieures, donnant sur la rue, sont bordées dans la zone du socle avec des dalles en pierre et sont traitées dans la pierre artificielle alors que celles d’intérieures, vers les jardins, sont plâtrées. Le système structurel portant sur des mesures plus larges, en plus des voûtes, a des piliers en marbre. Les escaliers ont trois parties, en pierre ou en marbre, tandis que les escaliers auxiliaires sont en spirale et en métal. Les murs intérieurs sont plâtrés et peints alors que dans les salles représentatives ils sont décorés de peintures murales et des imitations de marbre, des pilastres avec des chapiteaux dorés et des applications polychromes avec des masques de femme. Les sols sont en parquet ou en terrazzo. Les travaux de décorations sont effectués sur les façades en pierre artificielle, tandis que l’intérieur est en stuc plastique et en plâtre.
Tous les motifs décoratifs du système de la coopérative de Belgrade sont empruntés de l’arsenal de la post-renaissance, principalement baroque, mais ils sont dans l’esprit de leurs temps interprétés individuellement et adaptés à l’expression stylistique unique. La façade frontale est dominée par une grande surface de verre au-dessus de laquelle se trouve une coupole avec des créneaux flanqués d'un groupe sculptural composé d’une figure féminine, la représentation de la Serbie et quatre figures d’enfants qui représentent les ailes de l’industrie. Dans les niches, sur les risalites latérales de la façade principale, sont placées les statues d’une femme avec une ruche et d'un homme avec un parchemin. À l’intérieur du bâtiment, au début des escaliers dans le hall principal sont installées deux contreparties de statue d’une jeune femme sous la forme d’un lustre, tandis qu’au-dessus de la galerie dans le hall central se trouve un groupe composé d’une statue de femme avec une couronne, de nouveau le symbole de la Serbie et deux statues d’enfants qui représentent l’assurance et la banque. La statue en métal, sans doute d’import, est dorée, ainsi que toute la décoration en stuc. De nombreux reliefs en forme de masques féminins se trouvent au sommet des bandes lombardes, au-dessus des fenêtres du premier étage, dans la hauteur des fenêtres du rez-de-chaussée sur les façades latérales, tandis qu’au-dessus de l’entrée est placé le masque de Mercure. À l’intérieur de la Coopérative, de la salle de cérémonie, de la salle des guichets et des halls se distingue l’unité architecturale et d'arts appliqués particulièrement appréciée dans l’architecture européenne de la fin du XIXe siècle et début XXe siècle que l'on appelle « la synthèse des arts ». Cette « synthèse des arts » extrêmement rare dans l’architecture de Belgrade, ce qui rend la Coopérative unique. Chacun des éléments décoratifs, tels que les peintures sur les murs et les voûtes, les sculptures libres, les décorations en stuc, les lustres ou les appliques sur les murs, les parapets peints dans la salle des guichets ou les surfaces en verre des fenêtres et la porte de la grande salle, témoignent de la particularité qui a fait que ce bâtiment soit nommé monument culturel en 1966.

## Reconstruction
Au cours de son existence, le bâtiment a été rénové à plusieurs reprises. Les changements les plus importants ont été faits en 1956/1957 et en 1958/1959. Durant ces années, l’Institut de géophysique géologique a construit en premier le troisième étage au-dessus des deux ailes vers la rue Travnicka et Hercegovacka puis trois étages sur l’aile centrale dans le jardin autour de l’ancienne salle des guichets. Cette adaptation a changé l’aspect général du bâtiment en enlevant les dômes sur les ailes ; le grenier est devenu un étage, les ouvertures au rez-de-chaussée ont été murées pour devenir les fenêtres des bureaux, le dôme de la façade principale a été appauvri pour récupérer les créneaux, et la façade elle-même a perdu son horloge. La salle des guichets à l’intérieur du bloc est restée en atrium et éclairée en zénith, plus directement mais à travers des puits de lumière qui forment des parties sur-murées.
Le palais de la coopérative de Belgrade représente l’une des parties les plus importantes de l’architecture belgradoise et serbe de la première décennie du XXe siècle et l’une des plus belles réussites des architectes Andra Stevanović et Nikola Nestorović. Le concept architectural, la conformité des éléments et la composition des éléments du bâtiment, la riche plastique décorative et sculpturale, la cohérence du traitement de style, la qualité des travaux de construction, l'innovation de certaines méthodes de construction, l'utilisation de nouveaux matériaux placent ce bâtiment dans l’ordre des spécimens les plus représentatifs de l’architecture de Belgrade. Le palais de la Coopérative de Belgrade est l’un des rares bâtiments qui représentent le début de la reconstruction moderne de Belgrade sur la côte de la Sava.
La coopérative de Belgrade a été établie bien culturel d’une grande importance pour la république de Serbie (décision, « Journal officiel de la SRS », no 14/79).

## Littérature
- S. Rajić, "Aleksandar Obrenović/vladar na prelazu vekova, sukobljeni svetovi", Srpska književna zadruga, Beograd 2011.
- N. Nestorović, "Građevine i arhitekti u Beogradu prošlog stoleća", Beograd 1937, 76
- Z. Manević, "Pioniri moderne arhitekture Beograda", Urbanizam Beograda 16 (1962)
- G. Gordić, Arhitektonsko nasleđe grada Beograda, 64
- J. Sekulić, Ž. Škalamera, "Arhitektonsko nasleđe Beograda", II, Beograd 1966, 31;
- Z. Manević, "Srpska arhitektura 1900–1970", Beograd 1970
- B. Nestorović, "Beogradski arhitekti Andra Stevanović i Nikola Nestorović", Godišnjak grada Beograda XXIII (1975)
- D. Đurić- Zamolo, "Graditelji Beograda", 2009
- B. Vujović, "Beograd u prošlosti i sadašnjosti"
- V.Pavlović-Lončarski, "Mali pijac na Savi krajem XIX i početkom XX veka", Nasleđe br. VI, 2005
- "Dosije o proglašenju Beogradske zadruge za spomenik kulture", Dokumentacija Zavoda za zaštitu spomenika kulture grada Beograda.